# Blackswan
BLACKSWAN (кор. 블랙스완) — південнокорейський жіночий гурт, створений під керівництвом DR Music, раніше відомий як RaNia (кор. 라니아) та BP RANIA (кор. BP 라니아), який дебютував 16 жовтня 2020 року зі студійним альбомом Goodbye Rania. Гурт складається з чотирьох учасниць: Фату, Габі, NVee та Шрії.

## Кар'єра

### 2010: Предебют
Спочатку дебют нового гурту був призначений на середину 2010 року і мав ознаменувати початок третього покоління після Baby V.O.X. (південнокорейський гурт, був активний з 1997 по 2006, продюсований тим же лейблом, що і гурт RaNia). Їхня компанія DR Music, вирішила дати групі ім'я RaNia і випустити її у складі 8-ми осіб: Іна (раніше відома як Сем), Джуї (раніше відома як Люсі), Ріко, Джой, Ді, Тіе, Сіа та Сара Ван. Однак Тіе, Ріко та Іна були обрані для участі у фільмі «Hype Nation» разом з колишнім учасником/лідером групи 2PM — Джей Паком. У зв'язку із цим компанія вирішила відкласти дебют групи. Але на початку 2011 року одна з учасниць — Сара Ван — вирішила залишити групу. На її місце претендували китаянка Іджо, тайка корейського походження — Дата (Сон Даин) та канадійка корейського походження — Мінхі (Мун Мінхі). Однак Мінхі не змогла продовжити через незгоду батьків через її вік (на той момент їй було всього 15 років), а Дата — через тугу за родиною, яка проживає в Таїланді. У підсумку, місце Сари дісталося Іджо.

### 2011—12: Дебют із Dr. Feel Good та зміни у складі

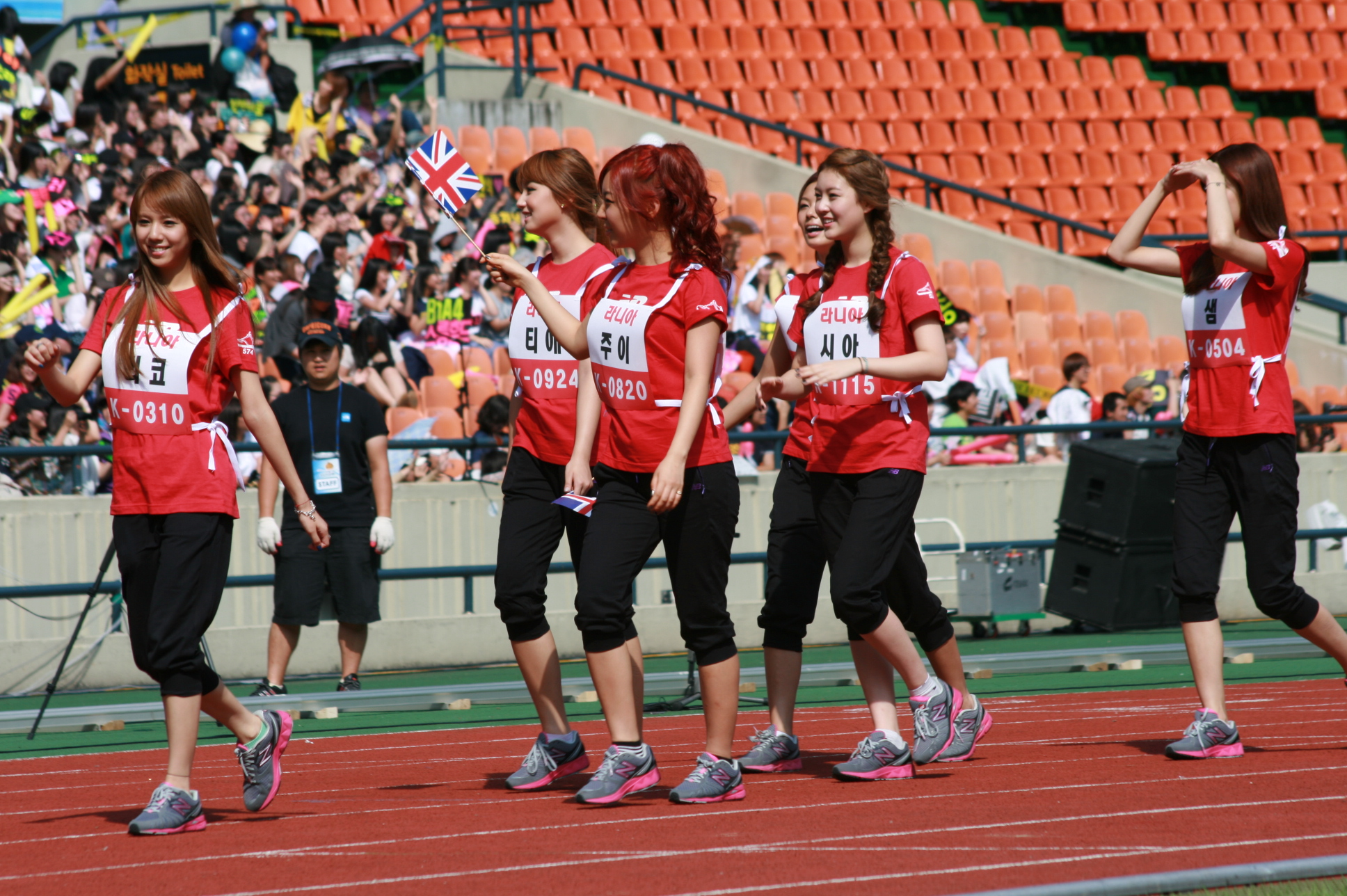
Blackswan (Rania) на чемпіонаті Idol 2011. Зліва направо: Ріко, Т-ае, Джуйї, Ді, Сіа, Сем.

Спочатку було оголошено, що гурт дебютує одночасно в Кореї та Америці, працюючи спільно з продюсером Тедді Райлі. Він написав їм дві пісні: «DR Feel Good» і «Masquerade», що спочатку призначалися для Леді Гагі. RaNia уклала контракт з новим агентством Тедді Райлі з метою просування в Америці, в якій він співпрацював із Sony Music та Universal Music. Поряд з цим, RaNia співпрацювали з хореографом Леді Гагі — Річардом Джексоном.
Гурт дебютував 6 квітня 2011 року з мініальбомом Teddy Riley, The First Expansion In Asia у складі восьми людей. Проте відразу після дебюту Іджо покинула групу і не брала участі в подальшій промоції. Виступ із заголовною піснею «DR Feel Good» відбувся 7 квітня на музичній програмі каналу Mnet M Countdown.
Музичне відео та виступи викликали суперечки серед корейців, які вважають такий концепт надто провокаційним, що змусило гурт внести деякі зміни до хореографії та костюмів. Після завершення промоції з піснею «DR Feel Good», гурт повернувся на сцену в червні з першим цифровим синглом «Masquerade» (спродюсованим також Райлі). Незважаючи на запланований дебют у США, гурт не досяг успіху.
Відразу після цього Райлі оголосив про припинення співпраці з групою через незгоди зі звукозаписуючим лейблом, виклавши заяву: «Я бажаю групі всього найкращого. Якщо мені що й не подобається, то це точно не дівчата. Я люблю RaNia, їм було б набагато краще, якби вони були зі мною в SM Entertainment. Менеджер групи — авантюрист, він використав мене. Я люблю групу, але не те, чим займається їхня компанія. Саме тому їм не вдається досягти успіху. Компанія не планує свої дії наперед. Вони використовували моє ім'я скрізь, де тільки можна, а потім грюкнули переді мною дверима. Це нормально, якщо вони [гурт] пошкодують (про те, що перебувають у такому агентстві). Якщо вони покинуть агентство, я одразу ж прийму їх. Будь ласка, спочатку добре розберіться в тому, що відбувається, перш ніж критикувати мене. Критикуйте їхнє агентство. Такий величезний талант буде втрачено, якщо вони [дівчата] не отримають кращої підтримки.»
Гурт випустив другий мініальбом під назвою Time to Rock Da Show 16 листопада 2011 року. Музичне відео на заголовну пісню «Pop Pop Pop», написану Brave Brothers, було випущено чотирма днями пізніше. Несподівано, Джой призупинила свою діяльність, що, за заявою DR Music, було через пошкодження будинку її батьків під час повені, що сталася в Таїланді. Пізніше Джой покинула групу в червні 2012 року. У Твіттері дівчина писала: «Звертаючись до всіх Вас, перепрошую за те, що я підводила Вас стільки разів, але, розмірковуючи над цим останні місяці, я зрозуміла, що я не зможу повернутися на своє місце. […] Я не повернуся. Дякую Вам за всю Вашу любов і надію, дякую, і мені дуже шкода, що я [розчаровую фанатів]… З цього моменту… Думаю, я не повернуся до сфери розваг, і не зможу повернутися як співачка через свою хворобу… І в мене не вистачить впевненості, щоби повернутися до цього. Мені дуже шкода, що я змусила всіх чекати на мене, … що я викликала сумнів у Вас. Дякую за всі подарунки, доброту та любов, які Ви мені подарували. Спасибі.»
30 травня 2012 року RaNia виступили на Dream Concert із новою піснею «Killer». Вони повернулися на сцену 16 вересня з третім цифровим синглом «Style», музичне відео на яке було оприлюднено 20 вересня. Джуї не взяла участь у цьому поверненні, хоча DR Music заявили, що вона все ще є учасницею гурту.

### 2013—14: Just Go, відкладений дебют у США та зміни у складі
8 березня 2013 року RaNia випустили заголовну пісню «Just Go» разом з мініальбомом, який носив ту ж назву (друга назва — Goodbye's The New Hello). Гурт також оголосив про те, що їх американський дебют відбудеться влітку 2013 року. Empire Records відповідали за дистрибуцію гурту, тоді як Fireworks керували американським менеджментом. Ларрі Рудольф та Адам Лебер, одні з менеджерів Брітні Спірс, стали менеджерами групи на час просування у США. Починаючи з 21 травня, RaNia почали знімати реаліті-шоу під назвою Road to Fame (Шлях до слави) для каналу MTV, зйомки проходили в Лос-Анджелесі та інших містах США. Шоу мало описувати підготовку гурту до їхнього американського дебюту і транслюватися протягом трьох місяців. Також з'ясувалося, що альбом мав включати пісні за участю Snoop Dogg та 2 Chainz. Однак у червні дебют групи у США було знову відкладено. Натомість гурт почав знімати рекламу для Woongjin Waterpark Play⁰C і 5 липня презентувала для фанатів спеціальний цифровий сингл «Up».

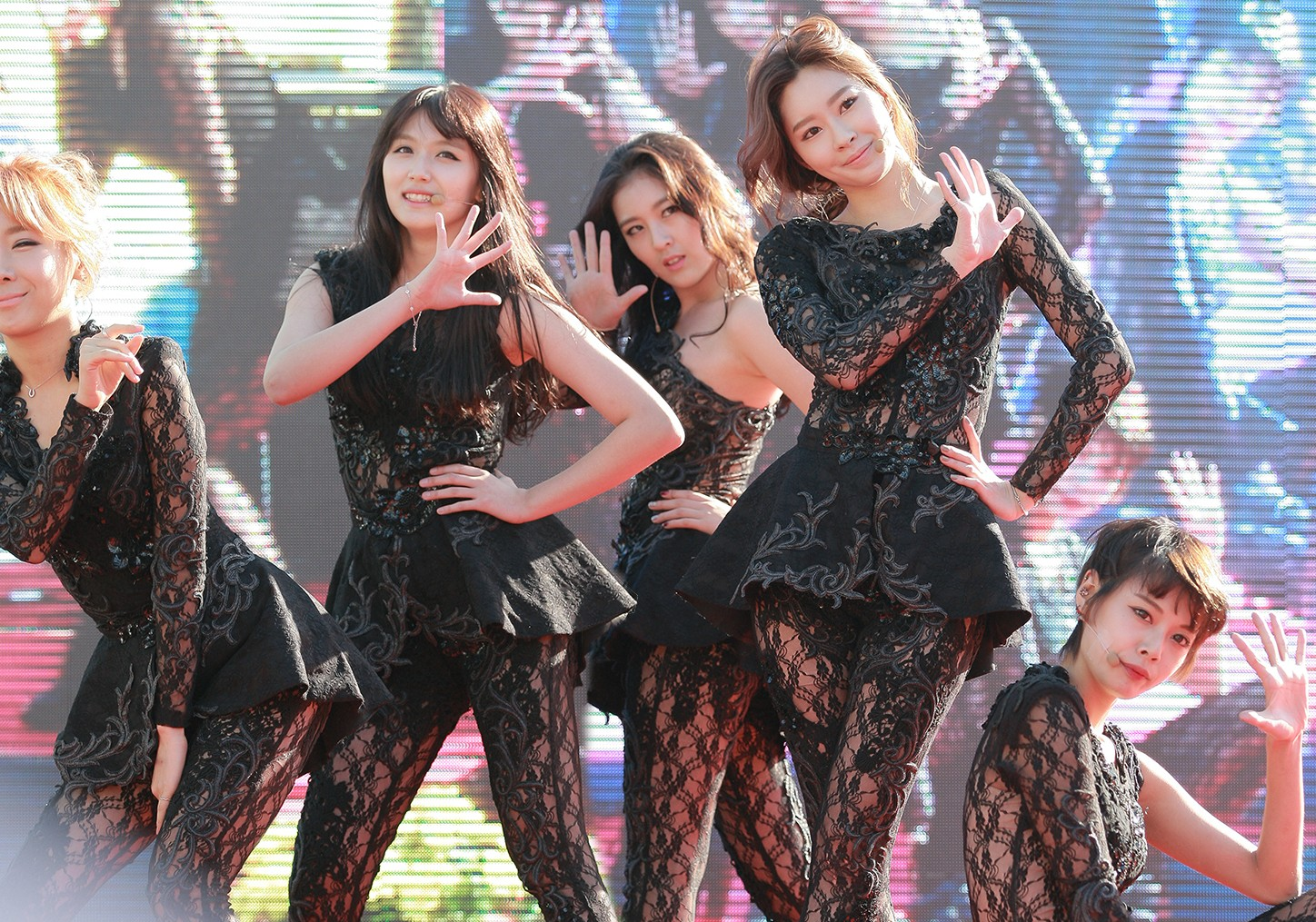
Ранія на фестивалі Hyosung Angel Village, 4 жовтня 2013 року, США.

У травні 2014 року гурт підписав контракт з іспанським лейблом INGENIOmedia і підтвердила повернення на сцену в липні з «Acceleration», а також з додатковим промоцією у вересні. Агентство також підтвердило, що було проведено пошуки нової учасниці гурту на заміну Ріко, яка залишила групу після промоції з «Just Go». Після інциденту, учасником якого став працівник INGENIOmedia, який злив нову пісню гурту фанату, компанія розірвала зв'язки з групою, обґрунтувавши це довгим очікуванням. INGENIOmedia пізніше випустили заяву, в якій заперечували пошук нової учасниці групи, вибачаючись за викликаний сумбур, і також заявили, що будь-які новини про зміни у складі будуть виходити лише від лейблу групи.
Наприкінці 2014 року Іна перестала відвідувати заходи та видалила всі свої сторінки у соціальних мережах. Внаслідок чого фанати дійшли висновку, що дівчина покинула гурт, проте DR Music не зробили жодних офіційних заяв, які прояснюють ситуацію. Також, у той же день, коли була оприлюднена заява про звільнення Іни з гурту, DR Music оголосили про звільнення Ріко, яка весь цей час не була активною в гурті: «Після завершення промоції з синглом „Style“, Ріко повідомила нам, що вона збирається складати вступні іспити до університету, вона також просила трирічну перерву, щоб завершити навчання в університеті, і як тільки вона завершить навчання, вона повернеться до групи. Але проблема виникла знову цього року, коли вона хаїла предмети в університеті, вона повідомила нас про це і просила ще один рік перерви, що було неможливим для нас, бо незважаючи на те, чи бере вона участь у промоушенах чи ні, ми, як компанія, мали продовжувати виплачувати їй повноцінну зарплату. Через несправедливість щодо нас та інших учасниць групи, і через неможливість більше відкладати повернення до складу, Ріко вирішила залишити гурт та агентство».
DR Music пізніше додали до складу гурту нову учасницю — Шерон Пак, яка до цього була моделлю.

### 2015—16: Зміни у складі та повернення зDemonstrate
У січні 2015 року Джуї перестала брати участь у виступах гурту, на що DR Music заявили, що дівчина тимчасово призупинила діяльність. У квітні 2015 року Шерон Пак покинула гурт, щоб сфокусуватися на модельній кар'єрі.
У липні 2015 року RaNia показали себе з двома новими учасницями — Чжию та Хемі. У жовтні 2015 року гурт оголосив про повернення на сцену у складі шести осіб 6 листопада з п'ятим мініальбомом Demonstrate. 3 листопада Чжию та Хемі були представлені як нові учасниці, і також було підтверджено, що в новому альбомі Demonstrate взяла участь американська реперка — Александра Рейд, і, можливо, вона стала новою учасницею гурту. 4 листопада DR Music підтвердили чутки про те, що Александра Рейд увійшла до складу гурту, і також підтвердили відхід Іни та Джуї. Алекс — перша афро-американка, яка стала учасницею корейського жіночого гурту.
DR Music оприлюднили звернення для фанатів, які взяли участь у проекті Makestar, інформуючи їх про те, що повернення гурту було призначено на серпень 2016 року, і що також йде робота над підгрупою, до якої увійшли Хемі та Алекс. 13 липня 2016 року Makestar оголосили, що через кілька безуспішних спроб зв'язатися з DR Music для уточнення інформації щодо прогресу в підготовці до повернення гурту та «безвідповідальної поведінки з боку творця проекту RaNia, а також через наше небажання ігнорувати несправедливість щодо проекту» проект буде анульовано, і всі гроші буде повернуто фанатам.
26 травня було повідомлено, що три останні початкові учасниці гурту — Ді, Тіе та Сіа — вирушили у вільне плавання, розійшовшись з DR Music після п'яти років спільної роботи. Пізніше вони підписали контракти з новим агентством ENTER HAMA, сформували гурт «ELA8TE».
26 червня RaNia виступили в Китаї на заході разом із трьома стажерами DR Music — Джихьон, Джіин (колишня учасниця LPG) та Крістал. 15 серпня 2016 року Алекс оголосила, що вона посіла позицію лідера у гурту.
25 жовтня RaNia виступили з двома стажистами DR Music на Сеульському міжнародному кінофестивалі ICARUS Drone. Двома днями пізніше DR Music оголосили, що із семи стажерів компанії вони оберуть нових учасниць гурту.

### 2017—2019: Переформування в BP Rania та зміна у складі

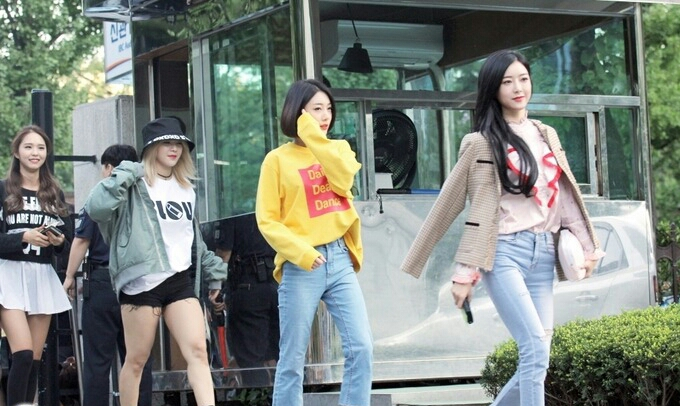
Гурт йде на записи музичної програми «Music Bank» 15 вересня 2017 року.

23 грудня DR Music оприлюдили тизер-фото для «Black Pearl», натякаючи на швидке повернення групи у складі семи осіб.
24 грудня було оприлюднено тізер-фото Хемі та нової учасниці — Чжіин. 25 грудня було оприлюднено тизер-фото Чжію (раніше відомої як Сильчжи) та нової учасниці — Юмін. 26 грудня DR Music оприлюднили тизер-фото Алекс та нової китайської учасниці — Ттабо. Було також повідомлено, що колишня учасниця гурту — Іна — повернулась до групи після двох років. 27 грудня DR Music оприлюднили останнє тизер-фото з Іною, що підтвердило її повернення до гурту. 28 грудня RaNia оприлюднили тизер музичного відео для повернення як «BP RaNia» із заголовна піснею «Start a Fire». DR Music підтвердили зміну назви гурту на BP RaNia (Black Pearl RaNia). «Start a Fire» була видана 30 грудня разом з мініальбомом, що має ту саму назву.
DR Music повідомили, що через іспанську компанію INGENIOmedia, пісня буде доступна у більш ніж 60 країнах світу.
10 лютого 2017 року агентство гурту — DR Music — оголосило, що з 14 лютого цього ж року розпочнеться промоушен із другою піснею з 6-го мініальбому — Make Me Ah. Цей камбек є першим за довгий час без змін у складі, а також першим, у якому Алекс бере участь у повній мірі.
27 лютого 2017 року агентство гурту заявило про те, що перед ними виникла можливість надати Александрі чудову можливість щодо її особистого просування у вигляді зйомок в американському фільмі. Це призвело до того, що половину промоції гурт провів у складі 6-ти осіб.
З лютого по травень гурт активно просувався з піснею «Make Me Ah» без Алекс у складі, а з початку травня Іна перестала брати участь у промоції. Це спричинило чутки про її звільнення, які виправдалися 8 червня 2017 року, коли компанія заявила про рішення Іни зосередитися на акторській кар'єрі і залишити гурт.
У серпні стало відомо, що Александра покинула гурт.

### 2020–тепер: Перейменування у BLACKSWAN, нові учасниці, дебют зGoodbye Rania, перерва таClose to Me
25 січня 2020 Намфон покинула гурт.
26 червня Хемі з RaNia оголосила через соцмережі свого гурту, що вона залишилася єдиною учасницею, тому було б дивно випускати альбом під назвою RaNia, стверджуючи, що через це гурт почне нове життя під назвою BS (Чорний лебідь) і незабаром вони видадуть новий альбом із новими учасницями.
1 липня Йонхин оприлюднила у своєму Instagram лист, в якому подякувала фанатам за їх постійну підтримку та гарні новини. Вона розповіла, що збирається стати частиною BS разом із Хемі та кількома новими учасницями. 3 липня Ліса (Ларісса) розмістила лист, в якому також повідомила, що буде частиною групи під сценічним псевдонімом Лея.
7 липня гурт був призначений послами Пхенчхана разом з K-TIGERS ZERO, щоб просувати цей округ. У новинах також з'явилися дві нові учасниці.
В інтерв'ю корейській програмі новин Channel A News 16 вересня гурт розповів, що спочатку їх дебют був запланований на початок 2020 року, але його відклали через пандемію COVID-19 і пов'язані з нею ускладнення. 25 вересня видавництво Bunja Dongne Times розповіло, що гурт дебютує у жовтні, а музичний кліп вже був знятий. 9 жовтня в Instagram та Twitter гурту було оголошено, що їхній офіційний дебют відбудеться 16 жовтня з виходом студійного альбому Goodbye RANIA.
9 листопада видавництво Dispatch повідомило, що Хемі була звинувачена в шахрайстві після того, як нібито вона дурила невстановленого офісного працівника чоловічої статі на 50 мільйонів (45 000 доларів США), які були надані їй для оплати оренди, проживання і рахунків кредитною карткою. Наступного дня DR Music оголосили, що подадуть зустрічний позов проти цієї людини. Агентство також повідомило, що її ексклюзивний контракт закінчився 7 листопада, але воно, як і раніше, представлятиме її на законних підставах доти, доки проблему не буде вирішено. Водночас було оголошено, що гурт призупинить діяльність на невизначений термін.
6 березня 2021 року стало відомо, що BlackSwan розпочали Серію корейських подорожей у співпраці з Корейським культурним центром Бельгії.
10 травня DR Music оголосили про прослуховування нових учасниць.
30 вересня було оголошено, що 14 жовтня буде виданий їх перший сингловий альбом Close to Me, що стане їх довгоочікуваним поверненням після перерви.

## Склад

### Поточні учасниці
- Фату
- Габі
- NVee
- Шрія

### Неактивні учасниці
- Леї (2023-н.д)

### Колишні учасниці
- Іджо (이조) (2011)
- Джой (조이) (2011—2012)
- Ріко (리코) (2011—2013)
- Джуйї (주이) (2011—2015)
- Ді (디) (2011—2016)
- T-ae (티애) (2011—2016)
- Сіа (시아) (2011—2016)
- Іна (이나), раніше Сем (샘) (2011—2014, 2016—2017)
- Шерон (샤론) (2014—2015)
- Александра /Алекс (알렉산드라) (2015—2017)
- Юмін (유민) (2016—2018)
- Ттабо (따보) (2016—2018)
- Зі. Ю (지유), раніше Сельчжи (슬지) (2015—2019)
- Чжіин (지은) (2015—2019)
- Намфон (남폰) (2018—2020)
- Синхьон (승현) (2019—2020)
- Хемі (혜미) (2015—2020)

## Дискографія

#### Студійні альбоми
| Назва                             | Деталі альбому                                                                                    | Пікові позиції у чартах | Продажі                 |
| Назва                             | Деталі альбому                                                                                    | KOR                     | Продажі                 |
| Rania                             | Rania                                                                                             | Rania                   | Rania                   |
| --------------------------------- | ------------------------------------------------------------------------------------------------- | ----------------------- | ----------------------- |
| Just Go (Goodbye's the New Hello) | - Реліз: 8 березня 2013 - Лейбл: DR Music, Yedang Company - Format: CD, цифрове завантаження      | 9                       | - Південна Корея: 2,582 |
| Blackswan                         |                                                                                                   |                         |                         |
| Goodbye Rania                     | - Реліз: 16 жовтня 2020 - Лейбл: DR Music, Danal Entertainment - Формат: CD, цифрове завантаження | 71                      | - Південна Корея: 671+  |

### Мініальбоми
| Назва                                                                            | Деталі альбому | Пікові позиції у чартах |       |       |       |
| Назва                                                                            | Деталі альбому | KOR                     |       |       |       |
| Rania                                                                            | Rania | Rania                   | Rania | Rania | Rania |
| -------------------------------------------------------------------------------- | --- | ----------------------- | ----- | ----- | ----- |
| Teddy Riley, the First Expansion In Asia                                         | - Реліз: 6 квітня 2011 - Лейбл: DR Music, Yedang Company - Формат: цифрове завантаження | Н/Д                     |       |       |       |
| Time to Rock da Show                                                             | - Реліз: 17 листопада 2011 - Лейбл: DR Music, Yedang Company - Формат: цифрове завантаження | Н/Д                     |       |       |       |
| Demonstrate                                                                      | - Реліз: 5 листопада 2015 - Лейбл: DR Music, Danal Entertainment - Формат: CD, цифрове завантаження | —                       |       |       |       |
| BP Rania                                                                         | |                         |       |       |       |
| Start a Fire                                                                     | - Реліз: 30 грудня 2016 - Лейбл: DR Music, Danal Entertainment - Формат: CD, цифрове завантаження | —                       |       |       |       |
| Refresh 7th                                                                      | - Реліз: 12 серпня 2017 - Лейбл: DR Music, Danal Entertainment - Формат: цифрове завантаження Трек-лист 1. «Beep Beep Beep» 2. «Breathe Heavy» 3. «No Dab» (Hyemi & Alex duet) 4. «Breathe Heavy (English ver.)» | Н/Д                     |       |       |       |
| «—» релізи, що не потрапили у чарти або не були випущені у відповідних регіонах. | |                         |       |       |       |

### Сингл-альбоми
| Назва       | Деталі альбому | Пікові позиції у чартах | Продажі   |
| Назва       | Деталі альбому | KOR                     | Продажі   |
| Blackswan   | Blackswan | Blackswan               | Blackswan |
| ----------- | --- | ----------------------- | --------- |
| Close to Me | - Реліз: 14 жовтня 2021 - Лейбл: DR Music, Danal Entertainment - Формат: CD, цифрове завантаження Трек-лист 1. «Close to Me» 2. «Close to Me» (English ver.) 3. «Get Up» (SHARK Remix)            | 93                      | Н/Д       |
| That Karma  | - Реліз: 19 травня 2023 - Лейбл: DR Music, Danal Entertainment - Формат: CD, цифрове завантаження Трек-лист 1. «Karma» 2. «Cat & Mouse» 3. «Karma» (Instrumental) 4. «Cat & Mouse» (Instrumental) | –                       | Н/Д       |

### Сингли
| Назва                                                                            | Рік   | Пікові позиції у чартах | Пікові позиції у чартах | Продажі                   | Альбом                                   |
| Назва                                                                            | Рік   | KOR                     | KOR Hot                 | Продажі                   | Альбом                                   |
| Rania                                                                            | Rania | Rania                   | Rania                   | Rania                     | Rania                                    |
| -------------------------------------------------------------------------------- | ----- | ----------------------- | ----------------------- | ------------------------- | ---------------------------------------- |
| «Dr. Feel Good» (닥터 필 굿)                                                     | 2011  | 99                      | —                       | - Південна Корея: 119,828 | Teddy Riley, the First Expansion In Asia |
| «Masquerade» (가면무도회)                                                        | 2011  | 192                     | —                       |                           | Teddy Riley, the First Expansion In Asia |
| «Pop Pop Pop»                                                                    | 2011  | 66                      | —                       | - Південна Корея: 223,084 | Time to Rock da Show                     |
| «Style»                                                                          | 2012  | 40                      | 47                      | - Південна Корея: 267,400 | Just Go (Goodbye's the New Hello)        |
| «Just Go»                                                                        | 2013  | 26                      | 34                      | - Південна Корея: 118,728 | Just Go (Goodbye's the New Hello)        |
| «Up»                                                                             | 2013  | —                       | —                       |                           | Demonstrate                              |
| «Demonstrate»                                                                    | 2015  | —                       | —                       |                           | Demonstrate                              |
| BP Rania                                                                         |       |                         |                         |                           |                                          |
| «Start a Fire»                                                                   | 2016  | —                       | —                       |                           | Start a Fire                             |
| «Make Me Ah»                                                                     | 2017  | —                       | —                       |                           | Start a Fire                             |
| «Beep Beep Beep»                                                                 | 2017  | —                       | —                       |                           | Refresh 7th                              |
| «Breathe Heavy»                                                                  | 2017  | —                       | —                       |                           | Refresh 7th                              |
| Blackswan                                                                        |       |                         |                         |                           |                                          |
| «Tonight»                                                                        | 2020  | —                       | —                       | Н/Д                       | Goodbye Rania                            |
| «Close to Me»                                                                    | 2021  | —                       | —                       | Н/Д                       | Close to Me                              |
| «Karma»                                                                          | 2023  | —                       | —                       | Н/Д                       | That Karma                               |
| «—» релізи, що не потрапили у чарти або не були випущені у відповідних регіонах. |       |                         |                         |                           |                                          |